# Brycinus ferox
Brycinus ferox é uma espécie de peixe da família Alestidae.
É endémica do Quénia. Os seus habitats naturais são: lagos de água doce.